# Nydek
Nydek (cz. Nýdek, niem. Niedek) – wieś gminna i gmina na Śląsku Cieszyńskim w Czechach, w powiecie Frydek-Mistek, w kraju morawsko-śląskim.

## Położenie
Nydek leży u zachodnich podnóży granicznego Pasma Stożka i Czantorii, w dolinie Głuchówki i jej dopływów: Strzelmej i Górskiego Potoku. Liczy ok. 28 km² powierzchni. Jej teren sięga po grzbiet graniczny na znacznej przestrzeni od Ostrego przez Wielką Czantorię i Wielki Soszów po Wielki Stożek. Po stronie polskiej graniczy z Leszną Górną, Ustroniem i Wisłą, a po stronie czeskiej – z Wędrynią, Bystrzycą, Gródkiem i Nawsiem. Składa się na nią kilka części: centrum, zwane „Dziedziną” (u zbiegu ww. potoków), Nowa Osada (lub: Nowosada) u południowych podnóży Ostrego, Głuchowa w dolinie Głuchówki, Strzelma w dolinie Strzelmej oraz Góra w dolinie Górskiego Potoku.

## Ludność
Według spisu z roku 2001 w miejscowości żyły 1952 osoby, w tym 1351 (69,21%) Czechów, 518 (26,54%) Polaków, 34 (1,81%) Ślązaków, 22 (1,4%) Słowaków oraz 8 (0,5%) Morawian.

## Historia
Wieś powstała w ramach kolonizacji przeprowadzonej przez książąt cieszyńskich. W połowie XV w. książę Przemysław II darował ziemię w dolinie Głuchówki niejakiemu Nidkowi, który założył tam folwark. Pierwsza wzmianka pisemna o Nydku pochodzi z 1430 roku. Politycznie wieś znajdowała się wówczas w granicach księstwa cieszyńskiego, będącego lennem Królestwa Czech, a od 1526 roku w wyniku objęcia tronu czeskiego przez Habsburgów wraz z regionem aż do 1918 roku w monarchii Habsburgów (potocznie Austrii).
W 1502 r. drogą kupna nabyła wieś szlachecka rodzina Czelów z Czechowic. Córka Achacego Czeli, Katarzyna, wniosła Nydek w posagu poślubionemu w 1591 r. Janowi Goczałkowskiemu. Po Czelach pozostał w Nydku browar, ponieważ Achacy uzyskał od książąt Wacława II i Fryderyka Kazimierza prawo warzenia piwa w swojej wsi i to za zgodą miasta Cieszyna, które miało w Nydku przywilej propinacyjny. Po Czelach pozostał również zbudowany w 1576 r. przez protestantów drewniany kościół - dzisiejszy kościół św. Mikołaja.
Na początku XVIII w. powstała Nowa Osada, zaś w latach 1749–1777 osiedla w dolinach Strzelmej i Górskiego Potoku. Jako ostatnie zaczęły powstawać osiedla w górnej części doliny Głuchówki, wydzielone później z katastru Nydku i włączone w 1835 r. do efemerycznej wsi Głuchowa. Mieszkańcy zajmowali się hodowlą bydła, uprawiali owies, natomiast na opłacanie podatków państwowych zarabiali pracą w lasach i rzemiosłem, głównie tkactwem i stolarstwem. W 1792 r. Goczałkowscy sprzedali wieś Komorze Cieszyńskiej, która natychmiast rozparcelowała folwark.
Znaczny rozwój wsi wiązał się z odkryciem w 1772 r. na jej obszarze największych na Śląsku Cieszyńskim pokładów rud żelaza, zawierających ok. 15% tego surowca. Początkowo dostarczano rudę do huty w Ustroniu, a od 1839 r. do nowo powstałej huty w Trzyńcu. Pozyskiwano ją systemem odkrywkowym, a w przypadku bogatych żył także sztolniowym. Spośród 18 miejscowości, dostarczających rudę do Trzyńca, Nydek pokrywał ponad połowę zapotrzebowania: np. w 1843 r. wydobyto tu 1465 ton rudy. Mieszkańcy dostarczali do huty także węgiel drzewny, który stosowany był jako wsad do wytapiania surówki do roku 1868, kiedy to przystosowano wielki piec do opalania koksem. W 1880 r. nastąpił kres wydobycia rudy w Nydku, gdyż zaczęto ją sprowadzać nowo powstałą Koleją Koszycko-Bogumińską z bogatszych złóż na Słowacji. Miejscowi kopacze i węglarze podjęli wtedy pracę w trzynieckiej hucie. Według austriackiego spisu ludności z roku 1910 miał Nydek 1747 mieszkańców z tego 1730 (99%) mówiących po polsku a 17 (1%) po niemiecku.
Zetknięcie się mieszkańców Nydku z techniką i wykształconą kadrą techniczną zaowocowały szybszym, niż w innych beskidzkich wsiach, postępem cywilizacyjnym, zwłaszcza w dziedzinie mechanizacji rolnictwa. Z kolei kryzys gospodarczy w dwudziestoleciu międzywojennym przysporzył wsi wielu bezrobotnych. Wywodzili się z nich słynni nydeccy przemytnicy, przepędzający z Polski do Czechosłowacji całe tabuny bydła, koni i świń, a w stronę przeciwną przenoszący tony artykułów przemysłowych, głównie butów.
Do 21 grudnia 2007 r. funkcjonowały w miejscowości przejścia graniczne: Nýdek-Cisownica i Nýdek-Wielka Czantoria, które to na mocy Układu z Schengen zostały zlikwidowane.

## Nydek jako ośrodek narciarstwa
W latach międzywojennych Nydek znany był jako jeden z najważniejszych w Beskidach ośrodków narciarskich. W 1932 r. z inicjatywy entuzjastów narciarstwa z Polskiego Klubu Sportowego „Groń” z Bystrzycy w ciągu 5 miesięcy zbudowano tu dużą, jak na ówczesne warunki, skocznię narciarską w dolinie Górskiego Potoku. Skocznia, zwana popularnie „Na Kątach”, umożliwiała oddawanie skoków nawet powyżej 50 m. Jej projektantem był budowniczy zakopiańskiej „Krokwi”, kpt. Roman Loteczko, a pierwsze skoki wykonał najsłynniejszy wówczas polski narciarz, Bronisław Czech. Aż do początku lat 50. XX w. organizowano na niej cieszące się dużą popularnością zawody, w których startowali niemal wszyscy ówcześni czołowi zawodnicy polscy i czechosłowaccy. Później skocznia stała się własnością klubu sportowego huty trzynieckiej, który ją powiększył i przebudował. Rekordzistą skoczni (skok na odległość 70 m) jest czechosłowacki mistrz olimpijski Jiří Raška. Wówczas też obok wybudowano dwa mniejsze obiekty (30 i 40 m), kryte igelitem, umożliwiające treningi w okresie lata, są one w idealnym stanie. Natomiast największa jest obecnie w stanie ruiny.
Obecnie działalność sportowa we wsi skupia się w klubie TJ Sokol Nýdek.

## Obecnie
Nydek jest bazą wypadową do wycieczek pieszych i rowerowych w góry Beskidu Śląskiego. Najwyższym wzniesieniem jest Wielka Czantoria, na którą planuje się budowę kolejki linowej. Pod koniec czerwca odbywa się tu tradycyjny festiwal piwa Bierfest, a pod koniec wakacji festiwal folkowy U potoka. Działa tu także koło Polskiego Związku Kulturalno-Oświatowego.
We wsi znajduje się drewniany kościół św. Mikołaja z 1576 (pierwotnie ewangelicki, obecnie katolicki) oraz zabytkowe góralskie chałupy drewniane. W czasach wzmożonych działań kontrreformacji na zboczu Czantorii, w miejscu zwanym Zakamiyń, protestanci odprawiali tajne nabożeństwa, co upamiętnione zostało tablicą ku czci ewangelickiego kaznodziei – Jerzego Trzanowskiego. Z wsią związana jest też legenda o uśpionych rycerzach, którzy przyjdą z pomocą Ziemi Śląskiej w razie potrzeby.

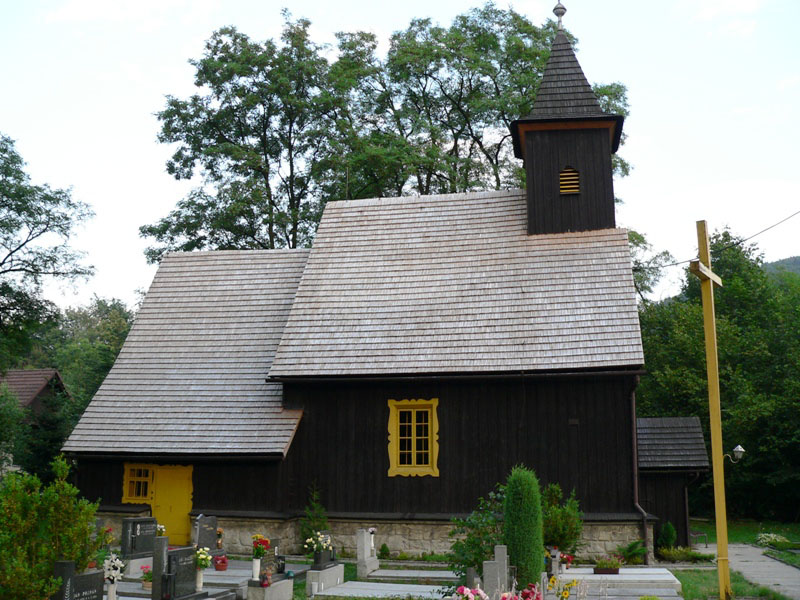
Kościół św. Mikołaja
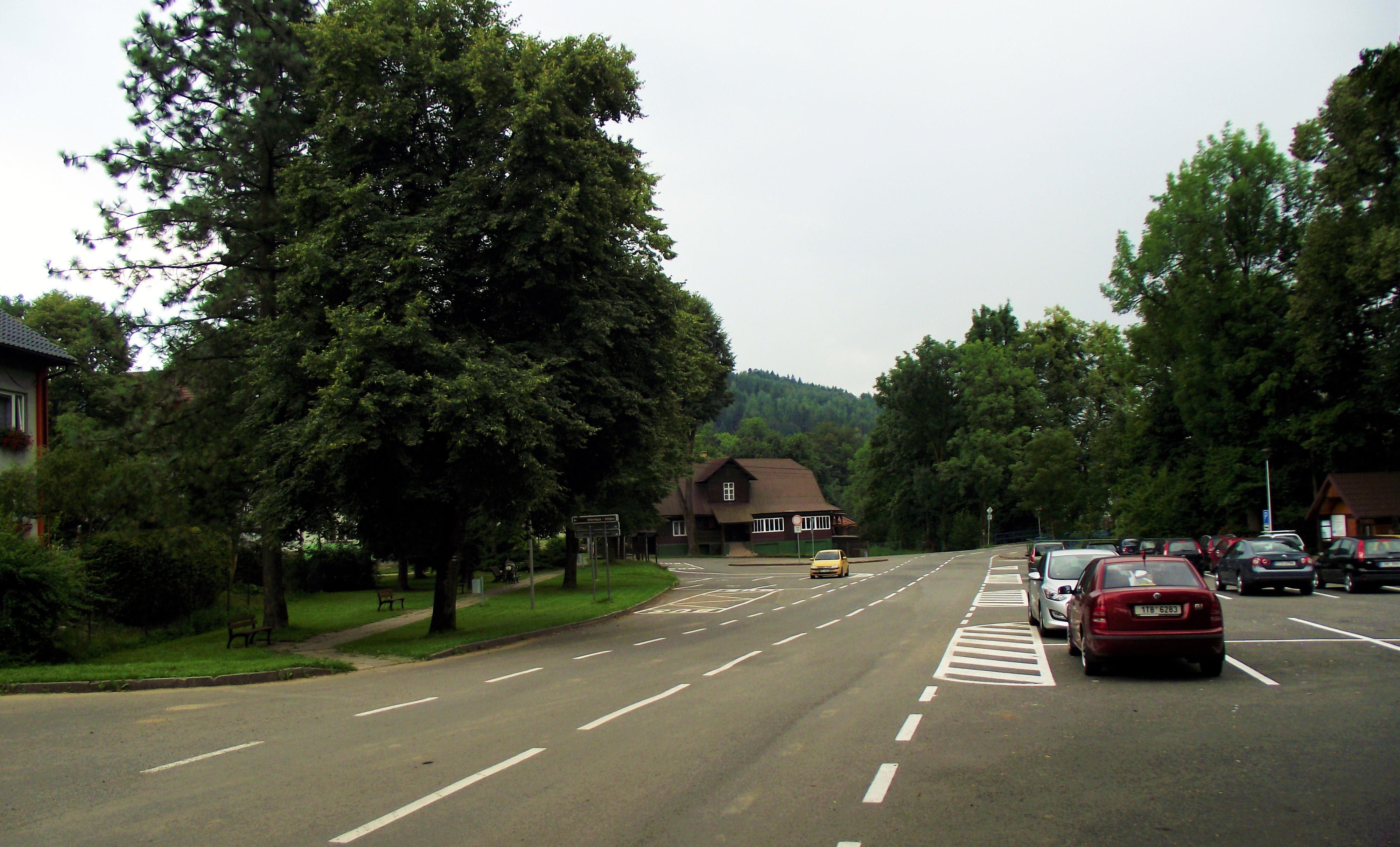
Główny plac
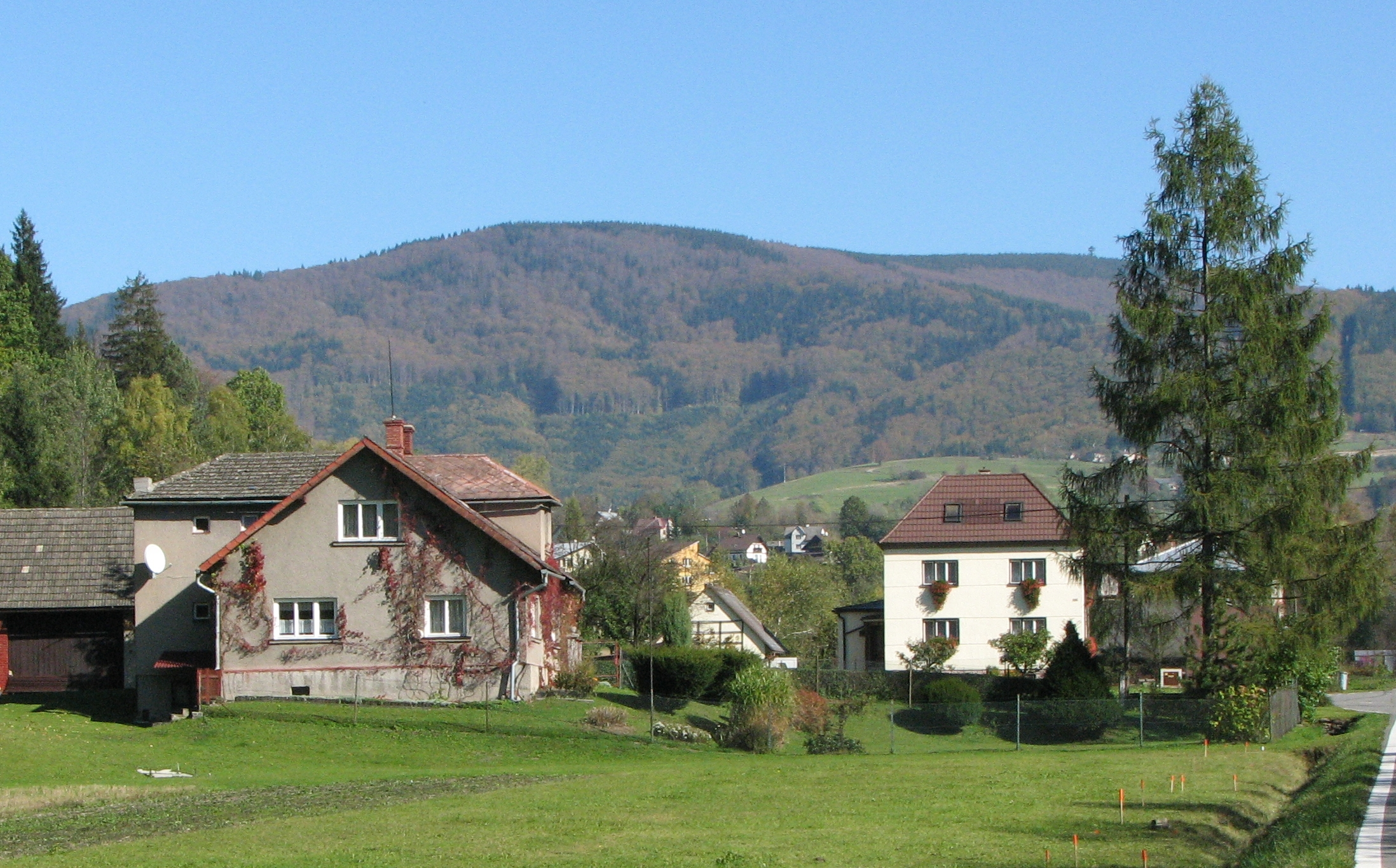
Widok na Czantorię
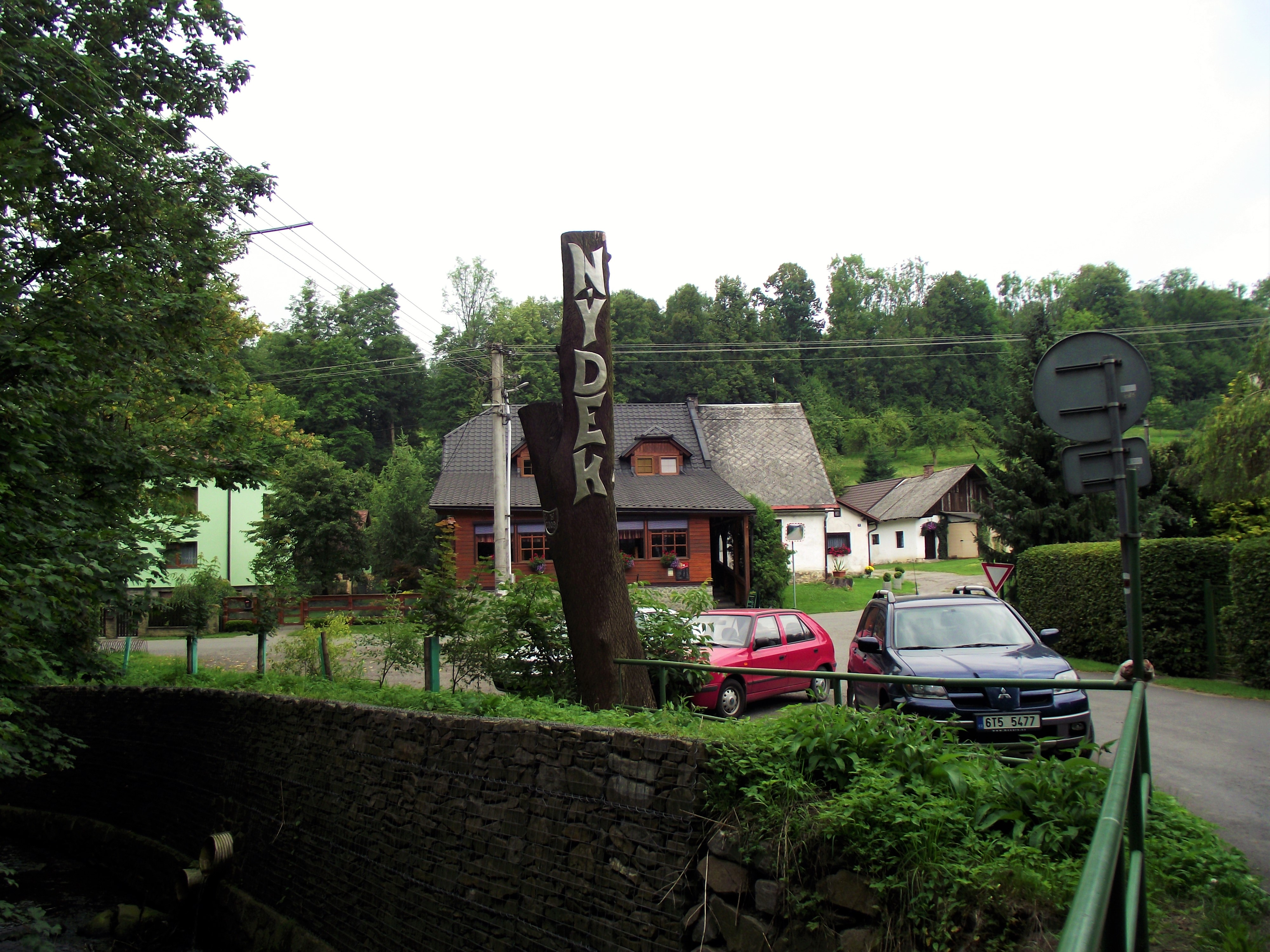
Początek Trasy Rycerskiej na Czantorię
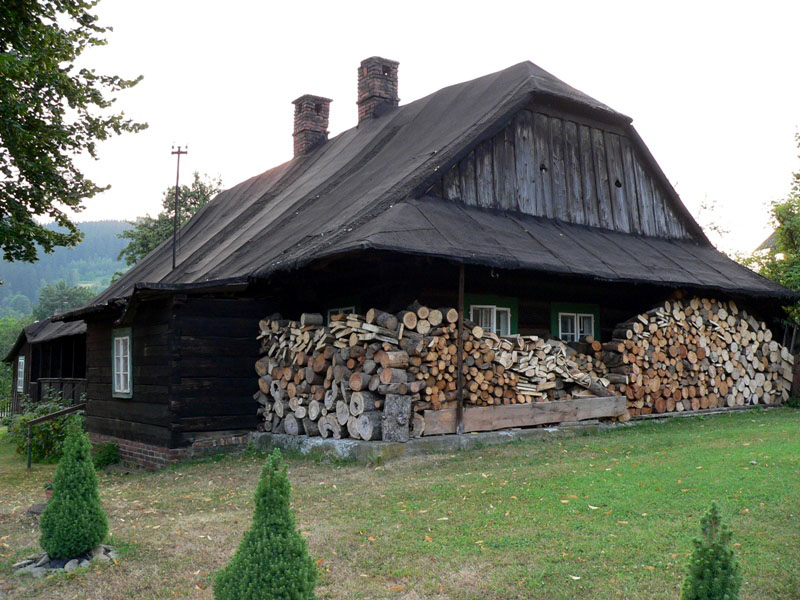
Tradycyjna chałupa drewniana
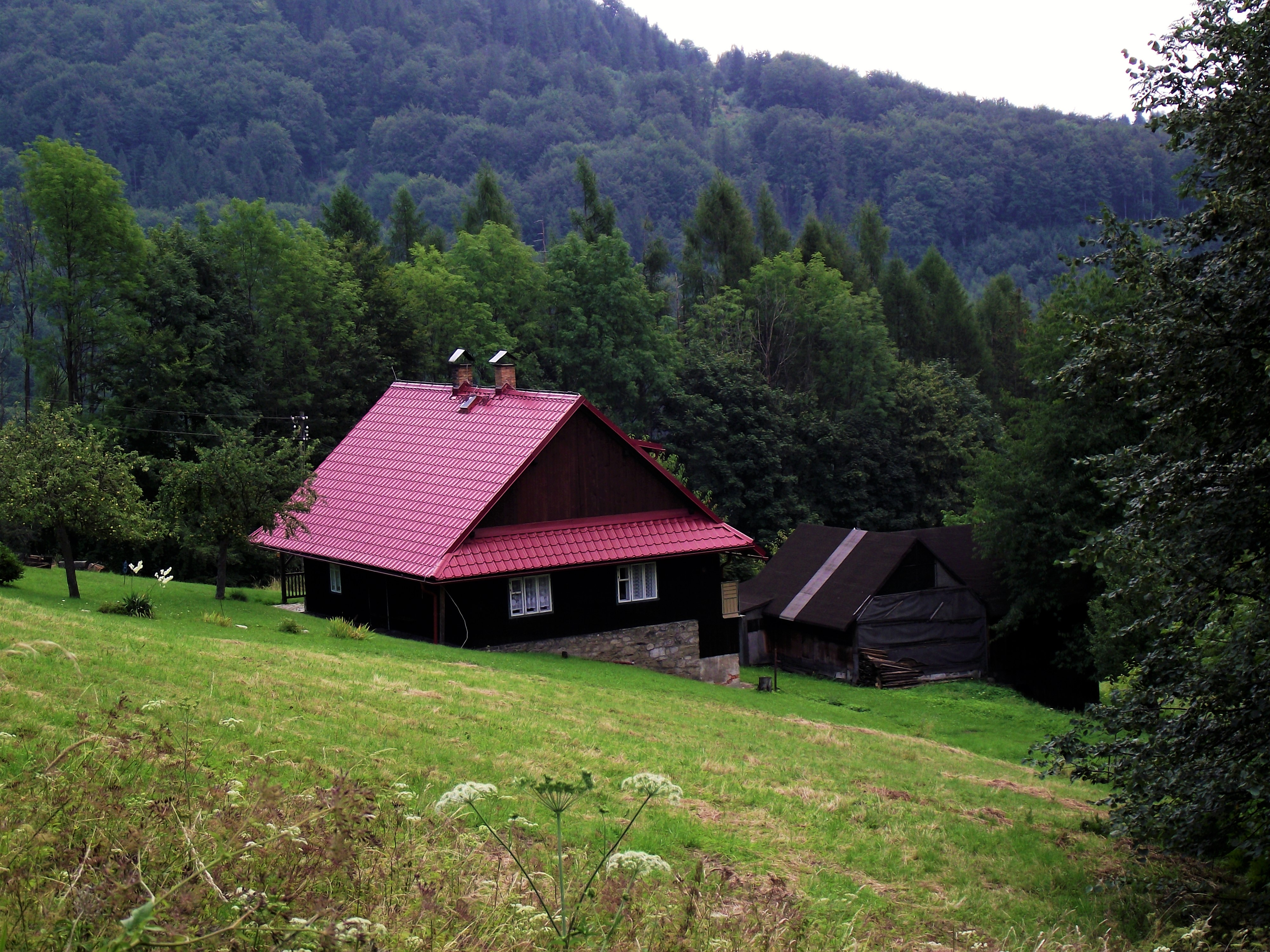
Dom letniskowy
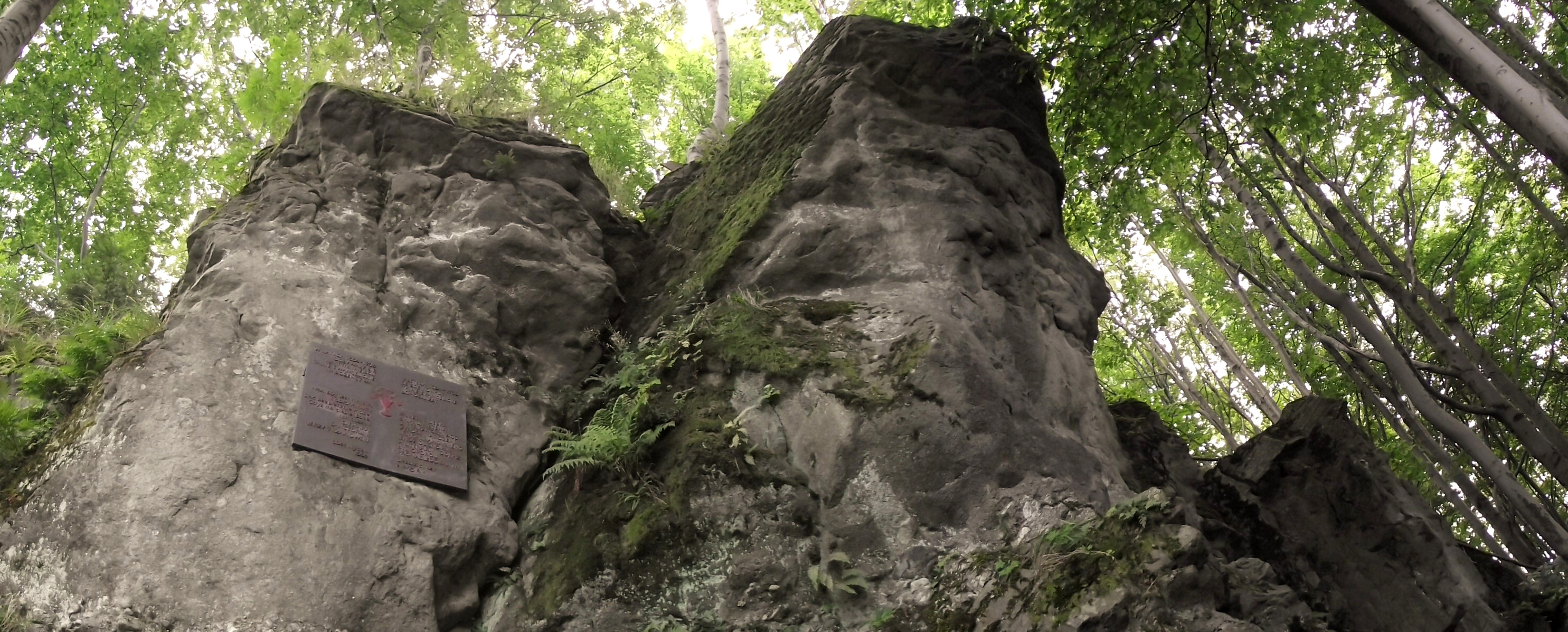
Leśny kościół na Zakamiyniu
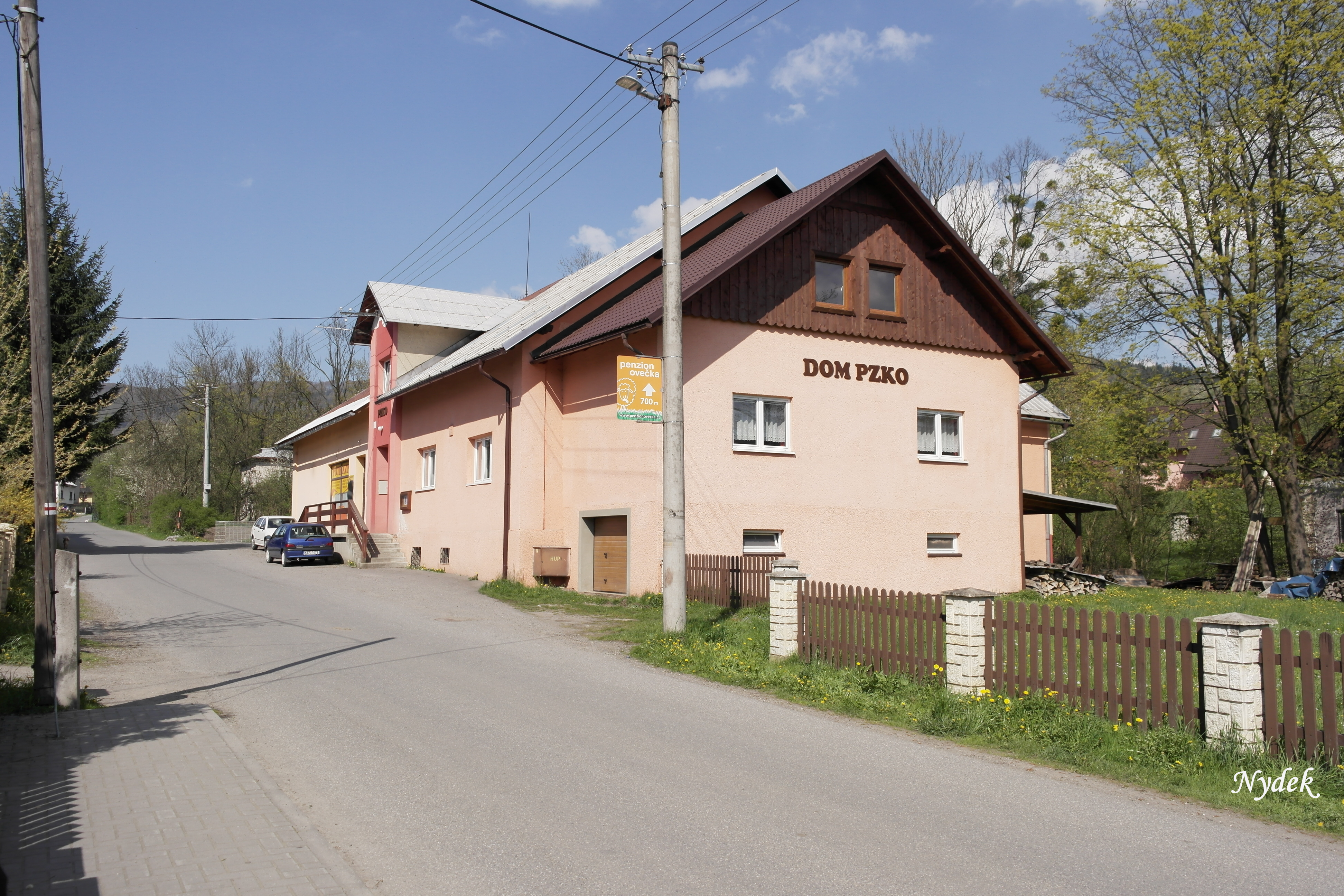
Dom PZKO
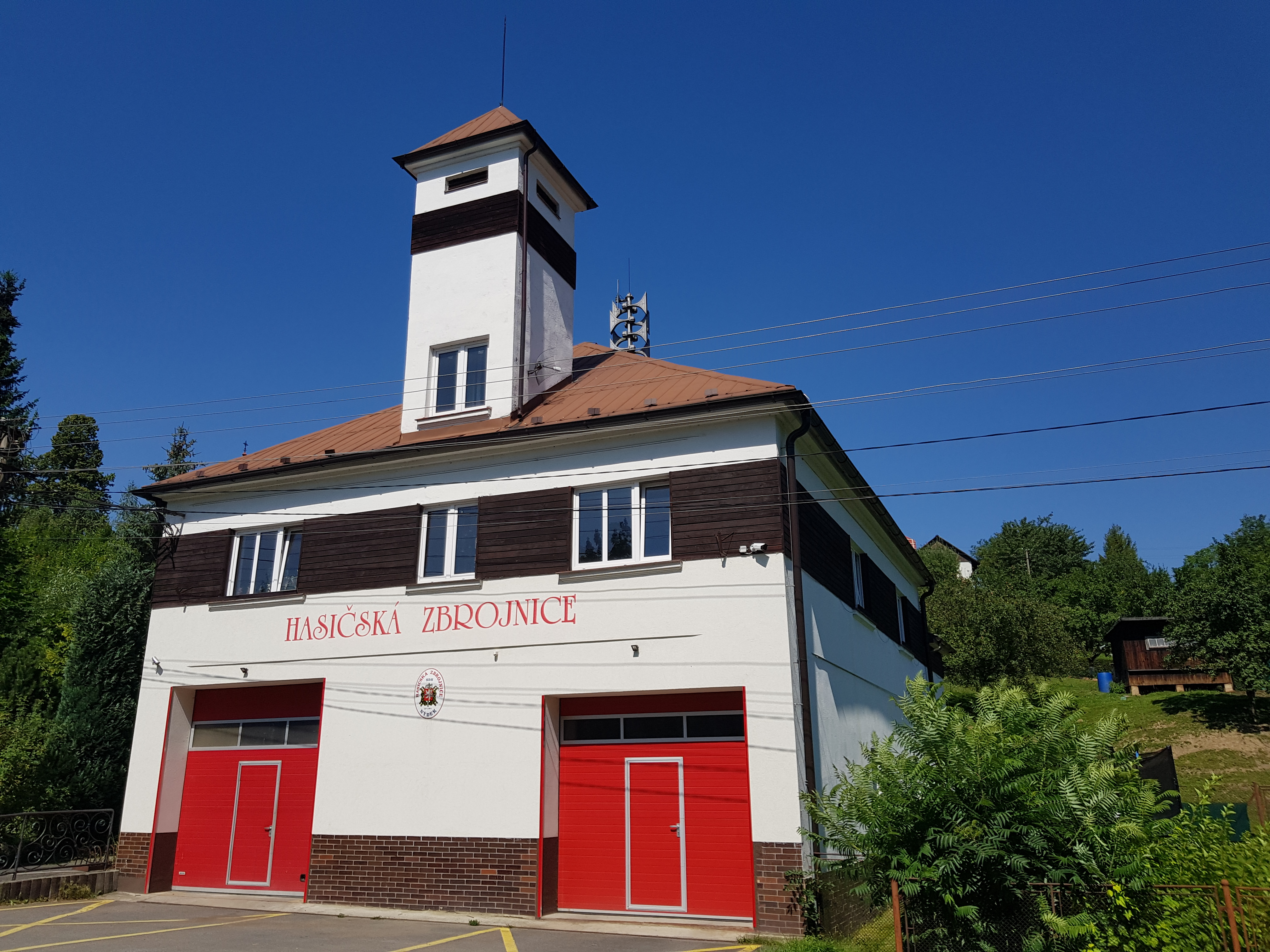
Remiza strażacka

## Ludzie związani z Nydkiem
- Aniela Kupiec – polska działaczka społeczna, poetka, autorka opowiadań gwarowych[5].
- Jan Rusnok – redaktor, historyk, publicysta
- Ewa Milerska – polska działaczka społeczna, poetka[5]
- Pavel Fízek – czechosłowacki skoczek narciarski[7]
- Andrzej Kajfosz – prezes Polskiego Towarzystwa Teozoficznego w latach 1919–1939